# Isabella av Frankrike (1225-1270)
Sankta Isabella av Frankrike, född i mars 1225 i Paris, död 23 februari 1270, var en fransk prinsessa. 
Hon vägrade att gifta sig och grundade 1256 klostret Abbaye royale de Longchamp. Hon levde i praktiken som nunna men avlade aldrig formellt några klosterlöften. Hon kanoniserades som helgon 1696. 